# Paralastor diabolicus
Paralastor diabolicus är en stekelart som beskrevs av Turner 1919. Paralastor diabolicus ingår i släktet Paralastor och familjen Eumenidae. Inga underarter finns listade i Catalogue of Life.